# 에세이 ep.1
《에세이 ep.1》은 2022년 1월 6일 발매된 장민호의 미니앨범이다.
다양한 장르의 5곡으로 구성되어 있으며 타이틀곡 〈고맙고 미안한 내사람〉은 히트곡 메이커 조영수가 프로듀싱한 사랑하는 사람에게 전하는 고마움과 미안함을 편지 형식으로 말하는 따뜻한 어쿠스틱 발라드 곡이고, 〈정답은 없다〉는 레트로 뮤직의 선두주자 뮤지가 프로듀싱을 맡아 80년대 유로 댄스 장르를 트로트와 결합해 '레트로트'라는 새로운 사운드를 시도한 곡이다.

## 수록곡
| #            | 제목                             | 작사           | 작곡               | 편곡               | 재생 시간 |
| ------------ | -------------------------------- | -------------- | ------------------ | ------------------ | --------- |
| 1.           | 〈고맙고 미안한 내사람〉         | 조영수         | 조영수             | 조영수, 한길       | 3:16      |
| 2.           | 〈무뚝뚝〉                       | 혼수상태       | 알고보니, 혼수상태 | 알고보니, 이진실   | 3:15      |
| 3.           | 〈정답은 없다〉                  | 뮤지(Muzie)    | 뮤지(Muzie), nomad | nomad              | 3:22      |
| 4.           | 〈저어라〉                       | 혼수상태       | 알고보니, 혼수상태 | 알고보니, 혼수상태 | 3:40      |
| 5.           | 〈한 번뿐인 기적〉               | 김선민, 최재은 | 최재은, 김선민     | 최재은             | 3:42      |
| 6.           | 〈고맙고 미안한 내사람 (Inst.)〉 |                | 조영수             | 조영수, 한길       | 3:16      |
| 7.           | 〈무뚝뚝 (Inst.)〉               |                | 알고보니, 혼수상태 | 알고보니, 이진실   | 3:15      |
| 8.           | 〈정답은 없다 (Inst.)〉          |                | 뮤지(Muzie), nomad | nomad              | 3:22      |
| 9.           | 〈저어라 (Inst.)〉               |                | 알고보니, 혼수상태 | 알고보니, 혼수상태 | 3:40      |
| 10.          | 〈한 번뿐인 기적 (Inst.)〉       |                | 최재은, 김선민     | 최재은             | 3:42      |
| 총 재생 시간 | 총 재생 시간                     | 총 재생 시간   | 총 재생 시간       | 총 재생 시간       | 34:30     |

## 앨범 구성
앨범명 '에세이'라는 타이틀에 걸맞게 장민호가 손글씨로 써내려간 앨범 소회가 앨범 속 화보집에 실려 있으며, 새로운 콘셉트 이미지가 담긴 에세이 포토북을 비롯해 접지 포스터와 북마크, 스티커, 폴라로이드와 인화 사진, 그리고 초회 한정 스페셜 티켓 등 다채로운 콘텐츠로 구성되었다.

## 뮤직비디오
앨범의 타이틀곡 중 하나인 〈정답은 없다〉 뮤직비디오에서는 프로듀서로 참여한 뮤지와 함께 KBS 2TV의 예능프로그램 《갓파더 - 新가족관계증명서》를 통해 장민호와 부자의 인연을 맺은 배우 김갑수가 등장해 눈길을 끌었다.
- 장민호(Jang Min Ho) _ Jang Min Ho(장민호) _ Right answer(정답은 없다) - 유튜브 원더케이
- '정답은 없다 (Right Answer)' 스페셜 클립 (Fix ver.) - 유튜브 장민호 공식채널

## 앨범 활동
| 방영 일자       | 프로그램                                                 | 비고                             |
| --------------- | -------------------------------------------------------- | -------------------------------- |
| 음악 프로그램   |                                                          |                                  |
| 2022년 1월 15일 | MBC TV 쇼! 음악중심                                      | 신곡 무대 ‘정답은 없다’LIVE      |
| 2022년 5월 9일  | SBS MTV THE 트롯SHOW                                     | ‘고맙고 미안한 내사람’LIVE       |
| 예능 프로그램   |                                                          |                                  |
| 2022년 1월 11일 | TV조선 화요일은 밤이 좋아                                | 최초 공개 '정답은 없다'          |
| 2022년 1월 14일 | KBS 2TV 연중 라이브                                      | 게릴라 데이트                    |
| 2022년 2월 1일  | KBS 2TV 노래가 좋아                                      | ‘정답은 없다'                    |
| 2022년 2월 7일  | tvN 코미디빅리그                                         | ‘정답은 없다'                    |
| 2022년 2월 9일  | TV조선 화요일은 밤이 좋아                                | 최초 공개 ‘고맙고 미안한 내사람' |
| 라디오 출연     |                                                          |                                  |
| 2022년 1월 7일  | MBC FM4U 두시의 데이트                                   | ‘정답은 없다’ LIVE               |
| 2022년 1월 10일 | KBS 라디오 박명수의 라디오쇼                             | ‘정답은 없다’ 쿨룩 LIVE          |
| 2022년 1월 10일 | SBS 파워FM 붐붐파워                                      | ‘정답은 없다’ LIVE               |
| 2022년 1월 13일 | SBS 파워FM 두시탈출 컬투쇼                               | ‘정답은 없다’ LIVE               |
| 2022년 1월 14일 | KBS 해피FM 김혜영과 함께                                 | ‘정답은 없다’ LIVE               |
| 2022년 1월 19일 | KBS 해피FM 임백천의 백뮤직                               | '정답은 없다' '저어라' LIVE      |
| 2022년 1월 20일 | MBC FM4U 정오의 희망곡                                   | ‘정답은 없다’ LIVE               |
| 2022년 5월 23일 | MBC 표준FM 두시만세                                      | ‘무뚝뚝’ LIVE                    |
| 기타            |                                                          |                                  |
| 2022년 1월 13일 | 네이버 바이브                                            | 온라인 청음회                    |
| 2022년 1월 16일 | 정동원 콘서트 〈음악회〉- 게트스 출연                    | '정답은 없다' '저어라' LIVE      |
| 2022년 1월 17일 | 네이버 NOW - 《장민호 드라마 최종회》 개봉 기념 쇼케이스 | '정답은 없다' '저어라' LIVE      |
| 2022년 1월 18일 | KBS1 아침마당 - 화요초대석                               | 특별무대 '정답은 없다' LIVE      |
| 2022년 1월 29일 | 2022 신년특집 서경방송 희망콘서트                        | '정답은 없다' '저어라' LIVE      |
| 2022년 2월 4일  | 금잔디 미니 콘서트 <SHOW & ME> - 게트스 출연             | '저어라' LIVE                    |
| 2022년 2월 5일  | 김건우 쇼케이스 - 게트스 출연                            | '정답은 없다' '저어라' LIVE      |
| 2022년 3월 11일 | 웹예능 장윤정의 와인주락 - 게트스 출연                   | '정답은 없다'                    |
| 앨범 팬사인회   |                                                          |                                  |
| 2022년 1월 22일 | 메이크스타 - <에세이 ep.1> 발매기념 영상통화 이벤트      | 영상통화 팬사인회                |
| 2022년 1월 30일 | 조은뮤직 - <에세이 ep.1> 발매기념 영상통화 이벤트        | 영상통화 팬사인회                |
| 2022년 2월 10일 | 에버라인 - <에세이 ep.1> 발매기념 영상통화 이벤트        | 영상통화 팬사인회                |
| 2022년 2월 12일 | 조은뮤직 - <에세이 ep.1> 발매기념 사인회                 | 대면 팬사인회                    |
| 2022년 2월 20일 | 메이크스타 - <에세이 ep.1> 발매기념 사인회               | 대면 팬사인회                    |
| 2022년 2월 27일 | 에버라인 - <에세이 ep.1> 발매기념 사인회                 | 대면 팬사인회                    |
| 2022년 3월 27일 | 조은뮤직 - <에세이 ep.1> 발매기념 사인회                 | 대면 팬사인회                    |